# يوهان هوانغ
يوهان هوانغ (هانغل: 황요한) هو مغني كوري الجنوبي، ولد في 27 نوفمبر 1995 في غويانغ في كوريا الجنوبية.